# 岡田博美
岡田 博美（おかだ ひろみ、1958年9月24日 - ）は、日本のクラシック音楽のピアニスト。

## 経歴
富山県出身。安藤仁一郎、森安芳樹、マリア・クルチオ等に師事する。桐朋学園大学を首席で卒業。1984年よりイギリス・ロンドン在住。1985年、ロンドンでデビューリサイタルを行う。その後ロンドンを中心に世界各地で演奏活動を続ける。オーケストラとはこれまでフィルハーモニア管弦楽団、BBC交響楽団、NHK交響楽団、読売日本交響楽団、日本フィルハーモニー交響楽団、東京都交響楽団ほかと共演。2015年4月、桐朋学園大学院大学教授に就任。

## 受賞歴
- 1979年 - 第48回日本音楽コンクールピアノ部門第1位
- 1982年 - 第28回マリア・カナルス・バルセロナ国際音楽演奏コンクールピアノ部門第1位
- 1983年 - 第2回日本国際音楽コンクールピアノ部門第1位
- 1984年 - 第2回UNISAプレトリア国際ピアノコンクール第1位
- 1993年 - 第20回日本ショパン協会賞を受賞

## ディスコグラフィ
- 「岡田博美/リスト」1990年
- 「ブラームス：ピアノ・ソナタ第一番」1997年
- 「パヴァーヌ」2000年
- 「アルベニス：イベリア全曲」2001年
- 「ショパン：練習曲全集」2005年